# Паурі
Паурі (англ. Pauri, гінді पौड़ी) — місто в індійському штаті Уттаракханд, адміністративний центр округу Паурі-Ґархвал. У місті діє Інженерний коледж імені Ґовінда Баллабха Панта, заснований в 1989 році.